# Aphrophora rubiginosa
Aphrophora rubiginosa är en insektsart som beskrevs av Melichar 1902. Aphrophora rubiginosa ingår i släktet Aphrophora och familjen spottstritar. Inga underarter finns listade i Catalogue of Life.